# Handball-Europameisterschaft 2008/Schweden
In diesem Artikel wird die schwedische Männer-Handballnationalmannschaft bei der Europameisterschaft 2008 in Norwegen behandelt.

## Qualifikation
→ Siehe Handball-Europameisterschaft 2008 

## Mannschaft

### Kader
| Nr.                           | Name                          | Verein                        | LS/Tore (vor EM)              | Spiele                        | Tore                          |                               | Zeitstrafen                   |                               |
| Torhüter (% gehaltener Bälle) | Torhüter (% gehaltener Bälle) | Torhüter (% gehaltener Bälle) | Torhüter (% gehaltener Bälle) | Torhüter (% gehaltener Bälle) | Torhüter (% gehaltener Bälle) | Torhüter (% gehaltener Bälle) | Torhüter (% gehaltener Bälle) | Torhüter (% gehaltener Bälle) |
| ----------------------------- | ----------------------------- | ----------------------------- | ----------------------------- | ----------------------------- | ----------------------------- | ----------------------------- | ----------------------------- | ----------------------------- |
| 1                             | Tomas Svensson                | SDC San Antonio               | 314 / 0                       | 7                             | (34 %)                        | -                             | -                             | -                             |
| 12                            | Dan Beutler                   | SG Flensburg-Handewitt        | 31 / 0                        | 7                             | (30 %)                        | -                             | -                             | -                             |
| 16                            | Per Sandström***              | HSV Hamburg                   | 99 / 0                        | -                             | -                             | -                             | -                             | -                             |
| Feldspieler                   |                               |                               |                               |                               |                               |                               |                               |                               |
| 2                             | Martin Boquist                | FC Kopenhagen                 | 199 / 436                     | 7                             | 31                            | 2                             | 1                             | -                             |
| 4                             | Henrik Lundström              | THW Kiel                      | 57 / 138                      | 7                             | 9 / 2                         | 1                             | 1                             | -                             |
| 5                             | Kim Andersson                 | THW Kiel                      | 113 / 415                     | 7                             | 41 / 8                        | 4                             | 3                             | -                             |
| 6                             | Jonas Källman                 | BM Ciudad Real                | 94 / 283                      | 7                             | 23                            | 1                             | 1                             | -                             |
| 7                             | Magnus Jernemyr               | GOG Svendborg TGI             | 36 / 3                        | 7                             | 1                             | 3                             | 9                             | -                             |
| 8                             | Johan Petersson               | IF Halby HK                   | 238 / 795                     | 7                             | 7 / 1                         | -                             | 2                             | -                             |
| 9                             | Jan Lennartsson               | AaB Håndbold                  | 55 / 128                      | 7                             | 17 / 2                        | 2                             | -                             | -                             |
| 11                            | Dalibor Doder                 | CAI BM Aragón                 | 53 / 122                      | 7                             | 23                            | -                             | 2                             | -                             |
| 13                            | Marcus Ahlm                   | THW Kiel                      | 105 / 330                     | 7                             | 25                            | 6                             | 3                             | -                             |
| 14                            | Robert Arrhenius              | CAI BM Aragón                 | 124 / 225                     | 7                             | 5                             | -                             | 3                             | -                             |
| 15                            | Jonas Larholm                 | FC Barcelona                  | 99 / 316                      | 6                             | 15 / 5                        | -                             | 1                             | -                             |
| 17                            | Oscar Carlén                  | Ystads IF HF                  | 12 / 35                       | 7                             | 11                            | 1                             | 3                             | -                             |
| 18                            | Tobias Karlsson               | Hammarby IF                   | 21 / 23                       | -                             | -                             | -                             | -                             | -                             |
|                               |                               | Gesamt                        | 1650 / 3249                   | 7                             | 208 / 18                      | 20                            | 29                            | -                             |
| Trainer/Betreuer              |                               |                               |                               |                               |                               |                               |                               |                               |
|                               | Ingemar Linnéll               |                               | Trainer                       |                               |                               |                               |                               |                               |
|                               | Ola Lindgren                  | HSG Nordhorn                  | Co-Trainer                    |                               |                               |                               |                               |                               |

*** zusätzlicher Spieler Finalrunde

## Vorrundenspiele (Gruppe D)
In der Vorrunde traf die schwedische Mannschaft auf Island, die Slowakei und Frankreich.

### Island 19:24 (9:11) Schweden
(17. Januar, in Trondheim, Trondheim Spektrum)
ISL: Birkir Ívar Guðmundsson, Hreidar Guðmundsson – Ólafur Stefánsson (4/1), Guðjón Valur Sigurðsson (4/2), Logi Geirsson (3), Ásgeir Örn Hallgrímsson (2), Róbert Gunnarsson (2), Snorri Guðjónsson (2/1), Alexander Petersson (1), Einar Hólmgeirsson (1), Hannes Jón Jónsson, Vignir Svavarsson, Sigfús Sigurðsson, Jaliesky García
SWE: Tomas Svensson, Dan Beutler – Kim Andersson (7/2), Dalibor Doder (4), Jonas Källman (3), Jonas Larholm (3/1), Martin Boquist (3), Marcus Ahlm (2), Johan Petersson (1), Jan Lennartsson (1), Oscar Carlén, Robert Arrhenius, Magnus Jernemyr, Henrik Lundström

### Schweden 24:28 (13:18) Frankreich
(19. Januar, in Trondheim, Trondheim Spektrum)
SWE: Tomas Svensson, Dan Beutler – Dalibor Doder (4), Kim Andersson (4/1), Martin Boquist (4), Johan Petersson (3), Henrik Lundström (3), Jonas Källman (2), Jonas Larholm (2), Robert Arrhenius (1), Marcus Ahlm (1), Oscar Carlén, Jan Lennartsson, Magnus Jernemyr
FRA: Daouda Karaboué, Thierry Omeyer – Nikola Karabatić (5/1), Olivier Girault (5), Luc Abalo (5), Jérôme Fernandez (4), Daniel Narcisse (4), Bertrand Gille (4), Laurent Busselier (1), Cédric Paty, Christophe Kempe, Fabrice Guilbert, Guillaume Gille, Didier Dinart 

### Slowakei 25:41 (12:20) Schweden
(20. Januar, in Trondheim, Trondheim Spektrum)
SVK: Martin Pramuk, Richard Štochl – Marek Mikéci (4), Peter Dudás (4), Radovan Pekár (3), František Šulc (3), Ján Faith (3), Andrej Petro (2), Michal Baran (2), Gabriel Vadkerti (1), Radoslav Kozlov (1), Martin Straňovský (1), Radoslav Antl (1), Vlastimil Fuňak
SWE: Tomas Svensson, Dan Beutler – Kim Andersson (8/3), Marcus Ahlm (6), Oscar Carlén (5), Dalibor Doder (4), Robert Arrhenius (3), Jonas Larholm (3/2), Henrik Lundström (3), Martin Boquist (3), Jonas Källman (2), Jan Lennartsson (2), Johan Petersson (1), Magnus Jernemyr (1)

## Hauptrundenspiele (Gruppe II)
In der Hauptrunde trifft die schwedische Mannschaft auf Spanien, Deutschland und Ungarn.

### Ungarn 27:27 (16:14) Schweden
(22. Januar in Trondheim,  Trondheim Spektrum)
UNG: Nenad Puljezević, Nándor Fazekas – Gergő Iváncsik (8/2), Ferenc Ilyés (5), Balázs Laluska (3), László Nagy (3), Tamás Mocsai (2/1), Tamás Iváncsik (2), Gábor Császár (2), Szabolcs Zubai (1), Gyula Gál (1), Nikola Eklemović, Gábor Herbert, Gábor Grebenár
SWE: Tomas Svensson, Dan Beutler – Marcus Ahlm (8), Kim Andersson (5/1), Dalibor Doder (4), Jan Lennartsson (4), Martin Boquist (3), Oscar Carlén (1), Johan Petersson (1), Henrik Lundström (1), Robert Arrhenius, Jonas Källman, Magnus Jernemyr 

### Spanien 26:27 (14:13) Schweden
(23. Januar in Trondheim,  Trondheim Spektrum)
SPA: José Javier Hombrados, José Manuel Sierra – Juan García (8), Rubén Garabaya (4), Iker Romero (4/2), Julen Aguinagalde (3), Raúl Entrerríos (3), Alberto Entrerríos (2), Albert Rocas (1), José María Rodríguez (1), Asier Antonio, David Davis, Ion Belaustegui, Mariano Ortega 
SWE: Tomas Svensson, Dan Beutler – Jonas Källman (8), Martin Boquist (5), Dalibor Doder (4), Jan Lennartsson (3), Kim Andersson (3), Marcus Ahlm (2), Oscar Carlén (1), Jonas Larholm (1), Robert Arrhenius, Johan Petersson, Magnus Jernemyr, Henrik Lundström

### Deutschland 31:29 (16:18) Schweden
(24. Januar in Trondheim,  Trondheim Spektrum)
DEU: Henning Fritz, Johannes Bitter – Holger Glandorf (7), Pascal Hens (7), Markus Baur (5/4), Florian Kehrmann (5), Andrej Klimovets (4), Christian Zeitz (2), Sebastian Preiß (1), Lars Kaufmann, Torsten Jansen, Oliver Roggisch, Michael Kraus, Dominik Klein
SWE: Tomas Svensson, Dan Beutler – Kim Andersson (9), Martin Boquist (6), Jan Lennartsson (4/1), Dalibor Doder (3), Henrik Lundström (2/2), Oscar Carlén (1), Robert Arrhenius (1), Jonas Källman (1), Jonas Larholm (1/1), Marcus Ahlm (1), Johan Petersson, Magnus Jernemyr

## Spiel um Platz 5
Im Spiel um Platz fünf trifft die schwedische Mannschaft auf den Drittplatzierten der Hauptrundengruppe I, Norwegen.

### Schweden 36:34 (26:26, 15:13) n. 2. V. Norwegen
(26. Januar in Lillehammer,  Håkans Hall)
SWE: Tomas Svensson, Dan Beutler – Jonas Källman (7), Martin Boquist (7), Jonas Larholm (5/1), Marcus Ahlm (5), Kim Andersson (5/1), Jan Lennartsson (3/1), Oscar Carlén (3), Johan Petersson (1/1), Robert Arrhenius, Dalibor Doder, Magnus Jernemyr, Henrik Lundström 
NOR: Steinar Ege, Ole Erevik – Kjetil Strand (10/7), Bjarte Myrhol (7), André Jørgensen (6), Børge Lund (5), Håvard Tvedten (4/1), Frode Hagen (2), Thomas Skoglund, Rune Skjærvold, Jan Thomas Lauritzen, Kristian Kjelling, Johnny Jensen, Glenn Solberg